# ماكدونالد هاستينغز
ماكدونالد هاستينغز (بالإنجليزية: Macdonald Hastings)‏ (6 أكتوبر 1909، لندن في المملكة المتحدة - 4 أكتوبر 1982 في المملكة المتحدة)؛ صحفي، كاتب للأطفال، مراسل عسكري وروائي بريطاني-بريطاني.

## روابط خارجية
- ماكدونالد هاستينغز على موقع IMDb (الإنجليزية)